# الحكومة السورية المؤقتة
الحكومة السورية المؤقتة هي حكومة في المنفى أصبحت كيانًا شبه مستقل داخل سوريا. شكلها الائتلاف الوطني لقوى الثورة والمعارضة السورية في 18 مارس 2013 أثناء الحرب الأهلية السورية. بسطت الحكومة سلطتها على المناطق الخاضعة للسيطرة التركية شمالي سوريا من مدينة أعزاز بمحافظة حلب. كان لهذه الحكومة علاقات جيدة مع الجانب التركي رغم تبعيتها للائتلاف الوطني السوري، وأما الناحية العسكرية فيمثلها الجيش الوطني السوري.
ظلت هذه الحكومة موجودة بعد سقوط نظام الأسد في ديسمبر 2024 بالتوازي مع حكومة محمد البشير. أعلنت الحكومة المؤقتة رسميًا في 30 يناير 2025 قبولها بحكومة البشير الانتقالية التي بدأت بنشر قواتها في المناطق التي كانت تسيطر عليها الحكومة المؤقتة في بداية فبراير 2025.

## قائمة رؤساء الحكومة
رؤساء الحكومة السورية المؤقتة (منذ 2013)

| الترتيب | الصورة | الاسم (الميلاد–الوفاة)  | فترة شغل المنصب | فترة شغل المنصب | فترة شغل المنصب   | الحزب                | ملاحظة                                                                     |
| الترتيب | الصورة | الاسم (الميلاد–الوفاة)  | تولى المنصب     | غادر المنصب     | المدة             | الحزب                | ملاحظة                                                                     |
| ------- | ------ | ----------------------- | --------------- | --------------- | ----------------- | -------------------- | -------------------------------------------------------------------------- |
| 1       |        | غسان هيتو (1963)        | 18 أيار 2013    | 14 أيلول 2013   | 119 أيام          | مستقل                | استقال بعد فشله في تشكيل الحكومة                                           |
| 2       |        | أحمد طعمة (1965)        | 14 أيلول 2013   | 17 أيار 2016    | 2 سنوات و246 أيام | مستقل                | استقال في 14 كانون الأول 2015 واستمر بتصريف أعمال الحكومة حتى 17 أيار 2016 |
| 3       |        | جواد أبو حطب (1962)     | 17 أيار 2016    | 30 حزيران 2019  | 3 سنوات و44 أيام  | مستقل                | استقال في 10 آذار 2019 واستمر بتصريف أعمال الحكومة حتى 30 حزيران 2019      |
| 4       |        | عبد الرحمن مصطفى (1964) | 30 حزيران 2019  | 30 كانون الثاني | 5 سنوات و214 أيام | المجلس الوطني السوري |                                                                            |

## الحكومة الحالية
| الوزير          | الوزارة                                      | الموقع الرسمي                                       |
| --------------- | -------------------------------------------- | --------------------------------------------------- |
| نادر عثمان      | نائب رئيس الوزراء                            |                                                     |
| سليم إدريس      | وزير الدفاع                                  | صفحة الوزارة على موقع الحكومة                       |
| ابراهيم ميرو    | وزير المالية والاقتصاد                       | صفحة الوزارة على موقع الحكومة                       |
| محي الدين بنانة | وزير التربية والتعليم                        | صفحة الوزارة على موقع الحكومة                       |
| فايز الضاهر     | وزير العدل                                   | الموقع الرسمي للوزارة صفحة الوزارة على موقع الحكومة |
| عدنان حزوري     | وزير الصحة                                   | الموقع الرسمي للوزارة صفحة الوزارة على موقع الحكومة |
| وليد الزعبي     | وزير البنى التحتية والزراعة والموارد المائية | صفحة الوزارة على موقع الحكومة                       |
| حسين بكري       | وزير الادارة المحلية والاغاثة واللاجئين      | صفحة الوزارة على موقع الحكومة                       |
| سماح هدايا      | وزيرة الثقافة والأسرة                        | صفحة الوزارة على موقع الحكومة                       |
| محمد ياسين نجار | وزير الاتصالات والنقل والصناعة               | الموقع الرسمي للوزارة صفحة الوزارة على موقع الحكومة |
| إلياس وردة      | وزير الطاقة والثروة المعدنية                 | صفحة الوزارة على موقع الحكومة                       |

## هيئات تابعة
- الهيئة السورية للعدالة الانتقالية.
- الهيئة الوطنية للاحصاء والتخطيط.
- هيئة الشؤون الدينية.
- الهيئة الوطنية للتنمية وإعادة الاعمار.
- هيئة رعاية أسر الشهداء والمعتقلين والمفقودين.
- الهيئة العامة لشؤون اللاجئين الفلسطينيين في سوريا.
- الجيش الوطني السوري.

## معلومات تاريخية
في مؤتمر عقد في إسطنبول في 19 مارس 2013، قام أعضاء الائتلاف الوطني بانتخاب غسان هيتو كرئيس وزراء للحكومة المؤقتة في سوريا. وأعلن هيتو أن الحكومة التكنوقراطية التي ستتشكل سيرأسها ما بين 10 إلى 12 وزيرًا. وسيتم اختيار وزير الدفاع عن طريق الجيش السوري الحر.

## روابط خارجية
- الموقع الرسمي للحكومة السورية المؤقتة